# Сончо
Сончо (груз. სონჩო) — село в Грузии, на территории Душетского муниципалитета края (мхаре) Мцхета-Мтианети.

## География
Село находится в северо-восточной части Грузии, на юго-западном склоне Мтиулетского хребта, на расстоянии приблизительно 42 километров (по прямой) к северо-западу от города Душети, административного центра муниципалитета. Абсолютная высота — 1859 метров над уровнем моря.

## Население
По результатам официальной переписи населения 2014 года постоянное население в Сончо отсутствовало.
| Год  | Население, человек |
| ---- | ------------------ |
| 2002 | 0                  |
| 2014 | 0                  |